# Mehmet Polat
Mehmet Polat (ur. 8 czerwca 1978 w Gaziantepie) – piłkarz turecki grający na pozycji środkowego obrońcy lub defensywnego pomocnika. Od 2011 roku jest zawodnikiem klubu Mersin İdman Yurdu.

## Kariera klubowa
Karierę piłkarską Mehmet Polat rozpoczął w klubie Gaskispor z Gaziantepu. W 1995 roku awansował do kadry pierwszego zespołu. W sezonie 1995/1996 zadebiutował w nim w 2. Lig (III. poziom rozgrywek). W sezonie 1997/1998 grał w innym klubie z Gaziantepu, Sankosporze.
W 1998 roku Mehmet Polat odszedł do pierwszoligowego Gaziantepsporu. W sezonie 1998/1999 został wypożyczony do Karabüksporu i w nim też zanotował swój debiut w pierwszej lidze (22 listopada 1998 w zremisowanym 1:1 meczu z Beşiktaşem JK). W 1999 roku wrócił do Gaziantepsporu i zadebiutował w nim 17 października 1999 w wygranym 6:0 domowym meczu z Erzurumsporem. W 2000 i 2001 roku zajął z Gaziantepsporem 3. miejsce w lidze, najwyższe w historii klubu. W 2002 roku został na rok wypożyczony do Galatasaray SK, w którym swój debiut zaliczył 19 października 2002 w spotkaniu z Diyarbakırsporem (1:0) i z którym w 2003 roku wywalczył wicemistrzostwo Turcji. Latem 2003 wrócił do Gaziantepsporu i grał w nim do końca 2004 roku.
W 2005 roku Mehmet Polat przeszedł do klubu Çaykur Rizespor. Zadebiutował w nim 12 lutego 2005 roku w przegranym 0:3 domowym meczu z Galatasaray. W Rizesporze grał do końca 2005 roku.
W 2006 roku Mehmet Polat został zawodnikiem Samsunsporu. W klubie tym po raz pierwszy wystąpił 22 stycznia 2006 w meczu z Gaziantepsporem (1:0). W 2007 roku wrócił do Gaziantepsporu, gdzie grał do końca 2008 roku.
W 2009 roku Mehmet Polat na pół roku trafił do Gençlerbirliği z Ankary. Zadebiutował w nim 14 lutego 2009 w zremisowanym 0:0 meczu z Eskişehirsporem.
Latem 2009 Mehmet Polat przeszedł do drugoligowego Bucasporu. W 2010 roku awansował z nim do ekstraklasy. W 2011 roku odszedł do Mersin İdman Yurdu i także z tym klubem zdołał awansować do pierwszej ligi Turcji.
| Sezon   | Klub               | Kraj   | Rozgrywki | Mecze | Bramki |
| ------- | ------------------ | ------ | --------- | ----- | ------ |
| 1995/96 | Gaskispor          | Turcja | 2. Lig    | 11    | 0      |
| 1996/97 | Gaskispor          | Turcja | 2. Lig    | 26    | 3      |
| 1997/98 | Sankospor          | Turcja | 1. Lig    | 27    | 1      |
| 1998/99 | Karabükspor        | Turcja | Süper Lig | 19    | 0      |
| 1999/00 | Gaziantepspor      | Turcja | Süper Lig | 31    | 3      |
| 2000/01 | Gaziantepspor      | Turcja | Süper Lig | 28    | 2      |
| 2001/02 | Gaziantepspor      | Turcja | Süper Lig | 21    | 1      |
| 2002/03 | Galatasaray SK     | Turcja | Süper Lig | 13    | 1      |
| 2003/04 | Gaziantepspor      | Turcja | Süper Lig | 27    | 2      |
| 2004/05 | Gaziantepspor      | Turcja | Süper Lig | 14    | 1      |
| 2004/05 | Çaykur Rizespor    | Turcja | Süper Lig | 14    | 1      |
| 2005/06 | Çaykur Rizespor    | Turcja | Süper Lig | 2     | 0      |
| 2005/06 | Samsunspor         | Turcja | Süper Lig | 11    | 0      |
| 2006/07 | Samsunspor         | Turcja | Süper Lig | 3     | 0      |
| 2006/07 | Gaziantepspor      | Turcja | Süper Lig | 13    | 0      |
| 2007/08 | Gaziantepspor      | Turcja | Süper Lig | 27    | 0      |
| 2008/09 | Gaziantepspor      | Turcja | Süper Lig | 12    | 0      |
| 2008/09 | Gençlerbirliği     | Turcja | Süper Lig | 8     | 0      |
| 2009/10 | Bucaspor           | Turcja | 1. Lig    | 4     | 0      |
| 2010/11 | Bucaspor           | Turcja | Süper Lig | 2     | 0      |
| 2010/11 | Mersin İdman Yurdu | Turcja | 1. Lig    | 16    | 2      |
| 2011/12 | Mersin İdman Yurdu | Turcja | Süper Lig |       |        |

## Kariera reprezentacyjna
W reprezentacji Turcji Mehmet Polat zadebiutował 15 listopada 2000 roku w przegranym 0:4 towarzyskim spotkaniu z Francją. Od 2000 do 2002 roku rozegrał w kadrze narodowej 4 mecze.
| Mecze i gole w reprezentacji | Mecze i gole w reprezentacji | Mecze i gole w reprezentacji | Mecze i gole w reprezentacji | Mecze i gole w reprezentacji | Mecze i gole w reprezentacji | Mecze i gole w reprezentacji |
| #                            | Data                         | Stadion                      | Rywal                        | Wynik                        | Gol                          | Rozgrywki                    |
| 2000                         | 2000                         | 2000                         | 2000                         | 2000                         | 2000                         | 2000                         |
| ---------------------------- | ---------------------------- | ---------------------------- | ---------------------------- | ---------------------------- | ---------------------------- | ---------------------------- |
| 1.                           | 15.11.2000                   | Stambuł, Turcja              | Francja                      | 0:4                          | 0                            | towarzyski                   |
| 2001                         |                              |                              |                              |                              |                              |                              |
| 2.                           | 15.08.2001                   | Oslo, Norwegia               | Norwegia                     | 1:1                          | 0                            | towarzyski                   |
| 3.                           | 06.10.2001                   | Kiszyniów, Mołdawia          | Mołdawia                     | 3:0                          | 0                            | el. MŚ 2002                  |
| 2002                         |                              |                              |                              |                              |                              |                              |
| 4.                           | 12.02.2002                   | Breda, Holandia              | Ekwador                      | 0:1                          | 0                            | towarzyski                   |